# 三浦春馬
三浦春馬（日语：／ Miura Haruma，1990年4月5日—2020年7月18日），日本男演員、歌手，茨城縣土浦市人，所屬經紀公司為Amuse。

## 生平
1990年4月5日出生於日本茨城縣土浦市，就讀於土浦市立真鍋小學、土浦市立第二中學，堀越高中，在培養藝人的學校Actors Studio築波分校學習歌舞和表演，是該分校受關注的畢業生。
在校期間，三浦春馬和松永一哉、鈴木和也組成少年偶像組合「Brash Brats」。但由於另兩位成員和他的人氣差距實在太大，三浦春馬不久後便開始單飛。
1996年，出演電視劇《人間の十字架・飛騨高山、刑事の妻の秘密旅行が連続殺人を呼ぶ》演出，飾演「町野公」（子供時代）。
1997年，三浦春馬出演講述女髮型師一生的NHK連續劇《亞久里》而出道，飾演「正太郎」。
1999年1月，出演電視劇《十津川警部シリーズ（寢台急行銀河殺人事件）》演出，飾演「新見慎一郎」；同年出演電影《尼羅河》演出，飾演「西山海」；同年，出演電影金融腐蝕列島演出，飾演「北野浩」。11月，出演電視劇《女探偵・朝岡彩子》演出，飾演「和久井一太郎」。
2000年5月，出演電視劇《雨に眠れ（SP）》演出，飾演「中原圭太」。10月，出演電視劇《真夏的聖誕節》演出，飾演「樹下涼」（少年時代）。
2001年1月，出演電視劇《藤沢周平の人情しぐれ町（第3･11話）》演出，飾演「長太」。10月出演電視劇《監察醫 室生亜季子･30震える顏》演出，飾演「水谷光太」。12月，出演電影《千年之戀之源氏物語》演出，飾演「頭の中將」少年時代。
2002年6月，出演電影《森林學校》演出，飾演「河合雅雄」 （子役）。6月，出演電視劇《はぐれ刑事純情派》演出，飾演「菊池充」。8月，出演電視劇《明智小五郎対怪人二十面相》演出，飾演「相川泰」。
2003年，出演電視劇《武藏MUSASHI》演出，飾演「城太郎」；同年，出演電視劇《夢みる葡萄～本を読む女～》演出，飾演「田部末吉」（少年時代）。8月，出演電視劇《はぐれ刑事純情派》演出，飾演「松山利夫」。
2004年，加入AMUSE事務所。2005年，三浦春馬憑借《Fight》打開知名度。3月，出演電視劇《青空戀星》演出，飾演「石川啓太」。7月，出演電視劇《現在，很想見你》演出，飾演「工藤明宏」（初中時代的長跑健將）。
2006年1月，出演電視劇《Unfair》演出，飾演「ユタカ」。4月，首次主演電影《那年夏天的第一次》。9月，參與電影《秋葉原@DEEP》，飾演「イズム」。5月，出演電影《犯罪少年》演出，飾演「木原志朗」。10月，於日本電視台電視劇《14歲的媽媽》，飾演令14歲女初中生懷孕的男生「桐野智志」。12月，出演電視劇《功名十字路》演出，飾演「湘南宗化」。
2007年，三浦春馬在大銀幕上大放異彩的代表作是與新垣結衣主演的《戀空》，票房大收三十億日元，三浦春馬也憑借此片獲得日本電影學院獎最佳新人獎，一躍成為了日本影壇受關注的新生代男星，三浦春馬還為電影《戀空》的攝影把頭髮染為白色。
2008年1月，三浦春馬出演電影《消極的快樂，電鋸的邊緣》，飾演「能登」和出演電視劇《貧乏男子》，飾演「白石涼」。2月，出演電影《奈緒子》，飾演「壱岐雄介」；同年出演《極道鮮師3》，飾演「風間廉」，三浦春馬因接演《極道鮮師3》成為該系列的第三代當家小生，星路一片大好；同年繼《極道鮮師3》後，三浦春馬又接拍了首次由他個人主演的反恐連續劇《Bloody Monday》，該劇是根據同名漫畫翻拍而成，三浦春馬所飾演的是一名與恐怖組織相對抗的高中天才駭客「高木藤丸」。
2009年，三浦春馬首次演出舞台劇《星の大地に降る涙》。4月，三浦春馬和小栗旬繼《貧乏男子》後，再度合作電影《熱血高校2》上映。9月，出演電影《極道鮮師電影版》，飾演「風間廉」。10月17日，由三浦春馬主演的《武士高校》在日本電視台開播，飾演「望月小太郎」，也是首次主演日本NTV電視台的連續劇。
2010年，三浦春馬主演電視劇《Bloody Monday》（即《血色星期一》）第二季在TBS播出，飾演主角「高木藤丸」，再次主演TBS連續劇。4月，出演電影《好想告訴你》，飾演「風早翔太」，該電影於9月25日日本全國公映。
2011年1月，首次與戶田惠梨香聯袂主演富士電視台月九檔期日劇《你教會了我什麼最重要》，飾演「柏木修二」，三浦春馬因接演《你教會了我什麼最重要》成為日本平成代第一個主演月九的男優。5月，出演春季特別篇電視劇《最後的晚餐》客串演出。7月，出演電視劇《太陽再次升起》演出，飾演「宮田英二」。9月，三浦春馬主演的電影《東京公園》首映，在片中扮演大學生攝影師，跟榮倉奈奈對戲。11月，出演電視劇《世界奇妙物語2011秋季特別篇（猜拳篇）》。
2012年3月8日，三浦春馬參演的第二部舞台劇《七海盜》開始公演。8月，出演電視劇《東野圭吾推理系列（第八回）》演出，飾演「岡良」。12月29日，三浦春馬參演的第三部舞台劇《ZIPANG PUNK～五右衛門ロックⅢ》開始公演。
2013年，三浦春馬參加了在東京日本武道館舉辦，由演員岸谷五朗發起的演員、歌手共演，艾滋病慈善活動「Act Against AIDS 2013（AAA）」，三浦春馬則在現場演唱了EXILE的歌曲《愛すべき未來へ》，並在觀眾熱烈的應援聲中唱完了全曲。
2013年4月，三浦春馬以新造型出演4月期富士台木十檔新劇《最後的灰姑娘》，飾演「佐伯広鬥」與筱原涼子和藤木直人合作；5月，小栗旬攜手三浦春馬 為《哈洛克船長》劇場版獻聲，三浦春馬將首次挑戰為雅馬的角色配音，雅馬在劇中是一名潛入到哈洛克的船上，假借同伴身份卻在暗中準備秘密暗殺哈洛克的刺客，預定於9月7日公開上映。同年岡田准一、井上真央、三浦春馬等人領銜主演的感人愛情戰爭史詩鉅作《永遠的0》同年年底上映，三浦春馬在該電影《永遠的0》飾演「佐伯健太郎」。
2014年1月，主演富士電視台水十檔新劇《我存在的時間》，飾演「澤田拓人」與多部未華子主演；同年出演日本電視台「日テレ」SP《殺人偏差值70》飾演「圭介」與城田優主演。10月2日因電影《深夜前的五分鐘》作為第19屆釜山電影節的展映電影，與亞洲電影大師行定勳、劉詩詩、張孝全參加第19屆釜山國際電影節。10月23日，出演電影《深夜前的五分鐘》與劉詩詩合作，三浦春馬在片中飾演一名鐘錶匠，為了追求完美電影效果，他便在上海跟隨一名高級鐘錶匠，每天用兩個小時學習修理手錶和中文，飾演「阿良」。
2015年，8月9月主演的人氣漫畫真人版《進擊的巨人 ATTACK ON TITAN》和《進擊的巨人 ATTACK ON TITAN END OF THE WORLD》先後上映。同年參演來年1月在TBS金十檔期播出的新劇《別讓我走》。
2016年，出演7月21日在東京新國立劇場開幕的百老匯音樂劇《長靴妖姬》日本版。參演2017年的NHK大河劇《女城主直虎》。2017年，接拍十月開播朝日台劇集《成人高校》，飾演30歲童貞精英。
2018年，主演伊阪幸太郎的戀愛小說集《一首小夜曲》改編真人電影。5月12日出演《世界奇妙物語2018春季特別篇》開篇故事《面向明天的穿越》，飾演以電影導演為夢想的青年小林峰雄。參演冬天上映的電影《三更半夜居然要香蕉 愛的真實故事》。出演電影《銀魂2》。出演的原創日劇《tourist》秋季在影片網站「Paravi」播出。
2019年1月，搭檔大島優子主演根據俄羅斯作家陀思妥耶夫斯基創作的長篇小說《罪與罰》改編的同名舞台劇，飾演為了自己堅持的正義殺了人的青年拉斯柯爾尼科夫。7月，主演懸疑劇《兩周》，飾演為救白血病女兒逃亡的逃犯結城大地。
2020年7月18日下午，三浦春馬的經紀人於TBS電視台電視劇《錢的盡頭是愛情的開始》的拍攝工作行程之前，依照約定時間前往三浦春馬位於東京都港區的住處準備接送。然而，到住處後無法取得聯絡，按門鈴也沒人應門，於是請管理員來開門，發現三浦春馬已失去意識（據傳是在衣櫥內自縊）。雖然施行急救措施，同時報警、叫救護車，但是三浦春馬送醫後未及接受進一步救治便於14時10分逝世，享年30歲。部分媒體宣稱「三浦當日未在工作規定時間出現在片場，經紀人才前往其住處」等內容為錯誤報導，其經紀公司Amuse已在三浦春馬辭世第四十九日（2020年9月4日）於官網首頁公告六項說明三浦春马當日下午實際經過，並澄清三浦春马沒有留下任何遗书。部分媒体猜测三浦春马的轻生可能与家人关系有关。
Amuse宣布将为三浦春馬建立基金会，将三浦春马相关利益进行社会公益活动，以继承其遗志。
2021年7月14日，在三浦春马逝世一周年纪念日来临之际，Amuse表示将开设纪念三浦春马的追悼网站，届时能看到三浦春马生前拍摄的部分作品影片，以及未公开过的照片等内容。追悼网站将从18日持续至25日18点（日本时间）。

## 家庭生活
三浦春马父母在其上小学时離異，三浦与母亲同住，但初中时母亲再婚，三浦与继父同住，进入高中后搬到了东京。15岁起，三浦进入当地的培训中心开始了自己的职业生涯。在此过程中，他与父母的关系并变得疏远。
约2017年，三浦与母亲的关系恶化，从此与家人断绝关系。三浦的母亲与继父曾找上三浦的经纪公司要钱，经纪公司对此感到困扰。三浦得知后相当愤怒，与家人断绝关系，从此独身一人生活。三浦对此曾表示「一切都与金钱有关。现在我只是不想和父母在一起。我不想再见到他们。」
据2020年7月30日《週刊文春》报道，三浦刚开始也对离婚、再婚后养育自己的母亲怀有感谢之情。但三浦对物质没有什么欲望，甚至有「回到土浦市，在镇上的工厂也好，什么都可以，想在不显眼的地方普通地生活」这样的想法。三浦曾表示「虽然好几次都想从娱乐圈退出，但是母亲劝说，『想想这个家会变成什么样？』，所以我就放弃了」。

## 學校
- 小學：土浦市立真鍋小學校
- 中學：土浦市立第二中學校（畢業）
- 高中：堀越高等學校（畢業）

## 出演作品

### 電視劇
- 晨間小說連續劇「亞久里（日语：あぐり）」（1997年、NHK）飾演 正太郎
- 十津川警部シリーズ（日语：十津川警部シリーズ (渡瀬恒彦)）「寢台急行「銀河」殺人事件」（1999年1月4日、TBS）飾演 新見慎一郎
- 星期六wide劇場「女探偵・朝岡彩子」（1999年11月13日、朝日電視台）飾演 和久井一太郎
- 「盛夏的Merry Christmas（日语：真夏のメリークリスマス）」（2000年、TBS）飾演 樹下涼（少年時代）
- 監察醫・室生亞季子（日语：監察医・室生亜季子） 30「震える顔」（2001年10月、日本電視台）飾演 水谷光太
- はぐれ刑事純情派（日语：はぐれ刑事純情派）（2002年6月26日、朝日電視台）飾演 菊池充
- 明智小五郎對怪人二十面相（日语：明智小五郎対怪人二十面相）（2002年8月27日、TBS）飾演 相川泰
- NHK大河劇「武藏MUSASHI」（2003年、NHK）飾演 城太郎
- 夢みる葡萄（日语：夢みる葡萄〜本を読む女〜）（2003年、NHK）飾演 田部末吉（少年時代）
- はぐれ刑事純情派（日语：はぐれ刑事純情派）（2003年8月13日、朝日電視台）飾演 松山利夫
- division1「青空戀星」（日语：ディビジョン1 (テレビドラマ)）（2005年3月、富士電視台）飾演 石川啟太
- 小說連續劇「比賽」（2005年3月－10月、NHK）飾演 岡部聖也
- 現在，很想見你（2005年7月－9月、TBS）飾演 工藤明宏
- NHK大河劇「功名十字路」（2006年1月－12月、NHK）飾演 湘南宗化（山内一豐的養子）
- Unfair（2006年1月 - 3月、富士電視台）飾演 齊藤
- チルドレン（日语：チルドレン）（2006年5月21日、WOWOW）飾演 木原志朗
- 14歲媽媽（2006年10月－12月、日本電視台）飾演 桐野智志
- 貧窮男子（2008年1月－3月、日本電視台）飾演 白石涼
- 極道鮮師3（2008年4月－6月、日本電視台）飾演 風間廉
- 偵探伽利略SP（2008年10月4日、富士電視台）飾演 湯川學（大學時期）
- BLOODY MONDAY（2008年10月－12月、TBS）主演 高木藤丸
- 極道鮮師3 畢業SP（2009年3月28日、日本電視台）飾演 風間廉
- 武士高校（2009年10月17日、日本電視台）主演 望月小太郎
- BLOODY MONDAY 2（2010年1月－3月、TBS）主演 高木藤丸
- 教我愛的一切 (2011年1月－3月、富士電視台) 主演 柏木修二
- 最後的晚餐 (2011年5月14日、朝日電視台) 飾演 警校新生（宮田英二）
- 太陽會再昇起（日语：陽はまた昇る (2011年のテレビドラマ)）（2011年7月－9月、朝日電視台）主演 宮田英二
- 世界奇妙物語2011年秋季特別篇（2011年11月26日、富士電視台）主演 真田賢輔
- 東野圭吾 懸疑故事 第8話（2012年8月、富士電視台）主演 中岡良
- 最後的灰姑娘（2013年4月－6月、富士電視台）飾演 佐伯廣斗
- 我存在的時間（2014年1月8日～2014年3月19日、富士電視台）主演 澤田拓人
- 殺人偏差値70（日语：受験地獄#2014年版）（2014年7月2日、日本電視台）主演 宮原圭介
- 別讓我走（2016年1月15日、TBS）飾演 土井友彦
- NHK大河劇「女城主 直虎」（2017年1月－12月、NHK）飾演 井伊直親
- 成人高校（2017年10月－12月、朝日電視台）主演 荒川英人
- 世界奇妙物語2018年春季特別篇（2018年5月12日、富士電視台）主演 小林峰雄
- 旅行者（2018年9月28日、TBS × 東京電視台 × WOWOW）飾演 天久真
- ダイイング・アイ瀕死之眼 （2019年3月16日 - 4月20日、WOWOW） ‐ 主演・雨村慎介
- TWO WEEKS（日语：TWO_WEEKS_(テレビドラマ)#リメイクテレビドラマ）（2019年7月16日、關西電視台 × 富士電視台）主演 結城大地
- 国際共同制作 特集ドラマ『太陽の子（日语：太陽の子 (2020年のテレビドラマ)）』（2020年8月15日預計播放、NHK總合/BS4K/BS8K） - 飾演 石村裕之
- 錢的盡頭是愛情的開始（2020年9月15日-2020年10月6日、TBS）- 飾演 猿渡慶太[注 1][12]

### 電視節目（旅遊·紀錄片）
- ～淡藍色graffiti～想遇到你（2005年4月－9月、東京電視台）解說員
- BS4K放送開始記念・BS民放4局共同企画「大いなる鉄路 16,000km走破 東京発→パリ行き」 - ナレーション

第1話 東京 - モスクワ（2018年12月1日、BSフジ）
第2話 モスクワ - ブダペスト（2018年12月1日、BS朝日）
第3話 ブダペスト - ジュネーブ（2018年12月2日、BS-TBS）
第4話 ジュネーブ - パリ（2018年12月2日、BSテレ東）
- 世界はほしいモノにあふれてる（2018年4月12日 ～毎週木曜日に放送 、NHK総合） - MC

### 電影
- Nile 尼羅河（1999年）飾演 西山海
- 金融腐食列島～呪縛～（1999年）飾演 北野浩一
- 森の學校（2002年）飾演 河合雅雄
- 那年夏天的第一次（2006年4月）主演 佐佐木大洋
- 秋葉原@DEEP（2006年9月2日）飾演 イズム
- CHILDREN チルドレン（2006年11月）飾演 木原志朗
- 戀空（2007年11月3日）主演 櫻井弘樹
- 消極的快樂 電鋸的邊緣（2008年1月1日）飾演 能登
- 奈緒子純愛練習曲（2008年2月16日上映）飾演 壹岐雄介
- 漂撇男子漢2（2009年4月4日）飾演 美藤龍也
- 極道鮮師（2009年7月11日）飾演 風間廉
- 只想告訴你（2010年9月25日）主演 風早翔太
- 東京公園（2011年6月18日）主演 志田光司
- 宇宙海賊哈洛克（2013年9月7日）出演（配音）Yama
- 永遠的0 （2013年12月21日）飾演 佐伯健太郎
- 深夜前的五分鐘（2014年）主演 阿良
- 進擊的巨人（2015年）主演 艾倫
- 進擊的巨人2：世界終結（2015年）主演 艾倫
- 銀魂2：規矩是為了被打破而存在的（2018年）飾演 伊東鴨太郎
- Sunny我們的青春（2018年）飾演 藤井涉
- 三更半夜居然要香蕉 爱的真实故事（2018年）飾演 田中久
- 信用欺詐師JP：香港浪漫篇（2019年）飾演 Jesse傑西
- 小小夜曲（2019年9月20日、GAGA）主演 佐藤
- 信用欺詐師JP：公主篇（2020年7月23日）飾演 Jesse傑西
- 天外者（2020年12月11日）主演 五代友厚
- 群青戰記（2021年3月）飾演 松平元康

### PV
- Candy「Promise」（2005年）
- GReeeeN 「BE FREE」- Movie Ver.（2008年）
- ゆず「うまく言えない」（2008年）
- C&K「みかんハート」（2013年）
- NICO Touches the Walls「バケモノ」（2014年）

### DVD
- HT 〜N.Y.の中心で、鍋をつつく〜（2010年2月17日）
- HT 〜赤道の真下で、鍋をつつく〜（2011年11月11日）

## 舞台劇
- 降臨在星之大地的淚（星の大地に降る涙）（2009年6月20日－7月26日）
- 海盜七（海盗セブン）（2012年3月8日－5月31日）
- 劇団☆新感線「ZIPANG PUNK～五右衛門ロックIII」（2012年12月19日－2013年2月28日）
- 地獄のオルフェウス（2015年5月 - 6月、Bunkamuraシアターコクーン/森ノ宮ピロティホール） - ヴァル 役
- キンキーブーツKinky Boots（2016年7月 - 8月、新国立劇場中劇場 / オリックス劇場） - 主演・ローラ 役
- シアターコクーン・オンレパートリー2019 DISCOVER WORLD THEATRE vol.5 Bunkamura 30周年記念「罪と罰」（2019年1月 - 2月、Bunkamura シアターコクーン/森ノ宮ピロティホール）- 主演・ラスコーリニコフ 役
- キンキーブーツKinky Boots再演（2019年4月 - 5月、東急シアターオーブ / オリックス劇場）主演・ローラ 役
- ミュージカル「ホイッスル・ダウン・ザ・ウィンド〜汚れなき瞳〜」（2020年3月、日生劇場） - 主演・男（ザ・マン） 役
- ミュージカル「The Illusionist-イリュージョニスト-」（2020年12月～2021年1月、日生劇場） - 主演・イリュージョニスト・アイゼンハイム 役

## CD單曲唱片
- 1st: Fight for your heart(發行日2019年8月7日)
- 2nd: Night Diver(發行日2020年8月26日）

## 書籍
- 電影特集「Catch A Wave」
- PHOTO BOOK「たぶん」（2007年12月）
- 寫真集「Letters」（2008年10月10日）
- 寫真集「Switch」（2010年2月5日）
- 電影特集「只想告訴你」（2010年9月1日）
- 寫真集「HARUMA MIURA 20」
- 寫真集「ふれる」（2015年3月26日）
- 書籍「日本製」（2020年4月5日、ワニブックス）
- 書籍+ドキュメンタリー写真集「日本製＋Documentary PHOTO BOOK 2019-2020」（2020年4月5日、ワニブックス）

## 廣告
- ベネッセコーポレーション「進研ゼミ高校講座」（2005年）
- OK便利店サンクス「新鮮食材たっぷり ふんわりサンドイッチ」（2006年）
- 伊藤園「お～いお茶」（2008年—*2013年 多部未華子 共演
- ブルボン「プチシリーズ」（2008-2009年）
- 三菱東京UFJ銀行（2009-2015年）
- FACIL「一個月定期更換隱形眼鏡廣告」（2009年）
- 卡西歐「EXILIM」（2009年）
- 資生堂「uno FOG BAR」（2009-2013年）
- カシオ計算機「エクシリム」（2009年 - 2010年）
- 東日本旅客鉄道株式會社(JR東日本)「MY FIRST AOMORI」青森線 (2010年)
- クリムゾン「RUSS-K」（2010年）
- 味の素Knorr「つけパン」（2010-2011年）
- 卡普空「モンスターハンターポータブル 3rd」（2010年）
- 富士通東芝モバイルコミュニケーションズ「REGZA phone IS04」（2011年）
- 明治株式會社「ガルボ」（2011-2012年）
- 東京ガス株式会社「エネファーム」（2011-2013年）
- リクルート株式会社「タウンワーク」（2012年）
- バイト日本代表 タウンワーク大行進！（2013年）
- 大井競馬場 イメージキャラクター[29]（2014年 - 2015年）
- ソフトバンク「X peria XZ」（2017年）

オルビス「ディフェンセラ」（2019年）
- brotherイメージキャラクター （2019年）
- Gropグロップ（2019年）

## 獎項
- 2008年 第18回 TV LIFE年間ドラマ大賞新人賞 - 『ブラッディ・マンデイ』（TBS系）
- 2008年 第31屆 日本電影學院獎（日本アカデミー賞）- 男演員新人賞《電影『恋空』》
- 2008年 第63屆 每日電影獎（毎日映画コンクール）- 新人賞《電影『奈緒子』》
- 2009年 第33回 Élan d'or賞（エランドール賞）- 新人賞
- 2014年 第51屆 ギャラクシー賞 - 電視部門個人賞（日劇『最後的灰姑娘』、日劇『我存在的時間』）
- 2015年 第38屆 日本電影學院獎（日本アカデミー賞）- 優秀助演男演員賞《電影『永遠の0』》
- 2017年 第24屆 読売演劇大賞 - 優秀演員賞、杉村春子賞《音樂劇『Kinky Boots』》
- 2017年 第28屆 日本ジュエリーベストドレッサー賞 - 男性部門賞
- 2019年 第14屆 首爾國際電視節 - 男子亞洲明星獎
- 2020年 第10屆 WOWOW 勝手に演劇大賞2019 - 男演員賞《音樂劇『Kinky Boots』》

## 外部連結
- 三浦春馬官方網站（页面存档备份，存于） （日語）
- 三浦春馬的X（前Twitter） （日語）
- 三浦春馬的Instagram帳戶 （日語）
- 三浦春馬的新浪微博 （日語）
- 三浦春馬在互联网电影资料库（IMDb）上的資料（英文）